# Nezumia convergens
Nezumia convergens és una espècie de peix marí de la família dels macrúrids i de l'ordre dels gadiformes.
Els mascles poden assolir 30 cm de llargària total. És un peix d'aigües profundes que viu entre 600-1870 m de fondària. Es troba des del Golf de Califòrnia fins a Xile, incloent-hi les Illes Galápagos.